# Сарріон
Сарріон (ісп. Sarrión) — муніципалітет в Іспанії, у складі автономної спільноти Арагон, у провінції Теруель. Населення — 1140 осіб (2010).
Муніципалітет розташований на відстані близько 250 км на схід від Мадрида, 33 км на південний схід від міста Теруель.
На території муніципалітету розташовані такі населені пункти: (дані про населення за 2010 рік)
- Ла-Ескалеруела: 26 осіб
- Сарріон: 1114 осіб

## Демографія
Динаміка населення (INE ):